# 灵官镇 (安仁县)
灵官镇，是中华人民共和国湖南省郴州市安仁县下辖的一个乡镇级行政单位。

## 行政区划
灵官镇下辖以下地区：
月塘村、官桥村、算背村、荷树村、豪田村、宜河村、锡山村、新垅村、碰田村、泮垅村、南坪村、向荣村、古唐村、樟木村和莽山村。